# Alte Herren (Fußball)
Alte Herren, kurz AH, bezeichnet die fortgeschrittene Altersklasse beim Fußball.

## Herkunft
Der Begriff ist dem Sprachgebrauch bei Studentenverbindungen entlehnt, bei denen mit Alten Herren die „Philister“ bezeichnet wurden. In der deutschen Frühzeit des Fußballsports, der insbesondere an den technischen Universitäten begann, wandten einige der Fußballanhänger Bräuche und Lieder der Studentenverbindungen auf den Fußballsport an. Die zumeist bürgerlichen Anhänger des aus England importierten Modesports distanzierten sich aber vom klassischen Verbindungsbetrieb. In Deutschland gibt es keine einheitliche Regelung dessen, wann ein Fußballer zu den Alten Herren gehört.

## Alte Damen
Analog zu den Alten Herren werden ältere Fußballspielerinnen als Alte Damen, kurz AD, bezeichnet.